# اوچونجو تالا
اوچونجو تالا (لاتین: Üçüncü Tala، آواری: БитIди Тала، تا ۲۹ می ۲۰۱۵ دمبا بینه Dombabinə) یک منطقه مسکونی در جمهوری آذربایجان است که در شهرستان زاقاتالا واقع شده است. اوچونجو تالا ۲۰۴۲ نفر جمعیت دارد.

## دین
در مسجد جامع این روستا یک هیئت مذهبی وجود دارد.